# 噶千仁波切

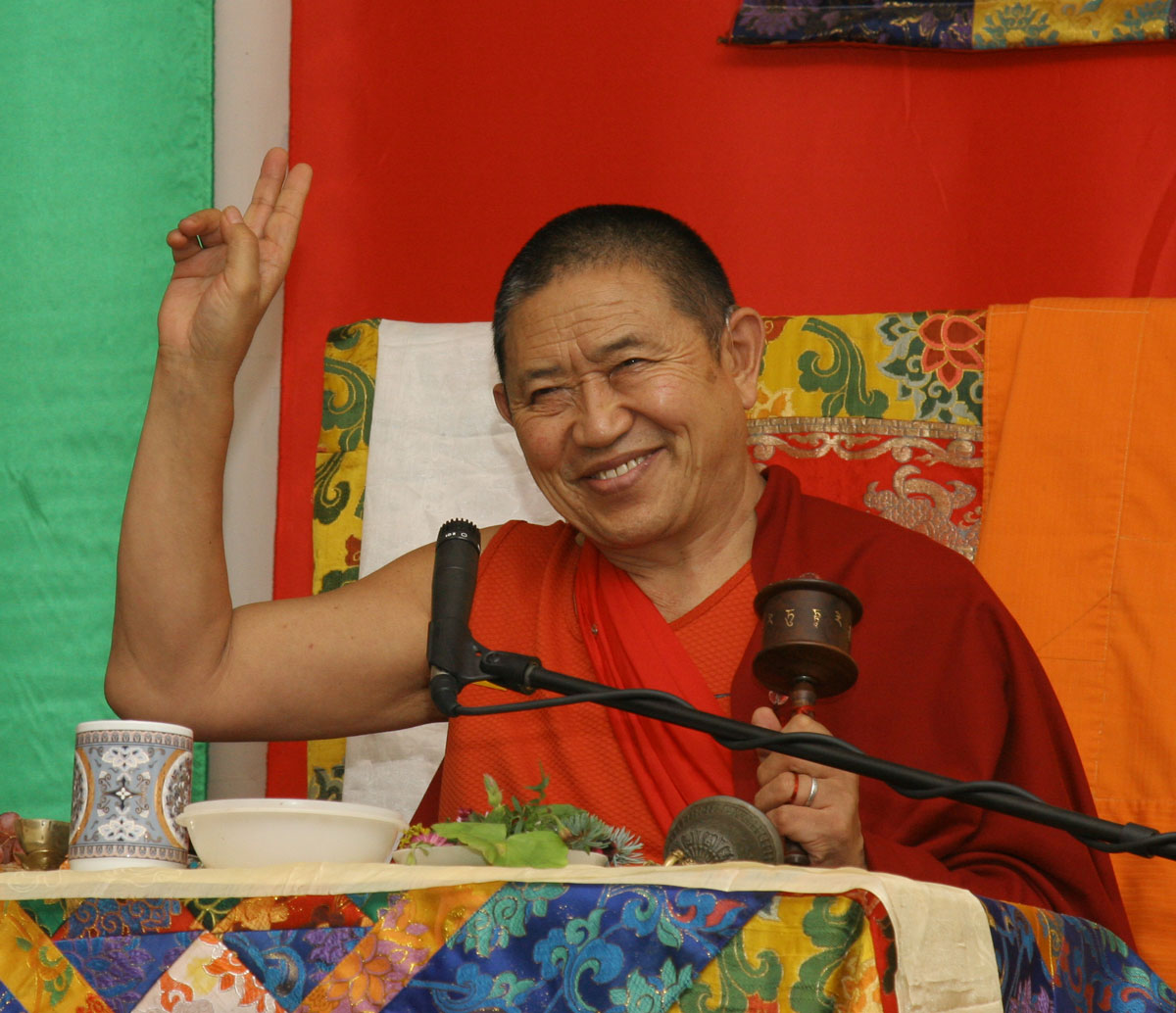
第八世噶千仁波切

尊貴的第八世噶千仁波切（His Eminence The 8th Garchen Rinpoche，1936年— ），或譯作嘉千仁波切、噶仟仁波切，生於青海省囊謙縣。前世為中觀學派大師聖天菩薩，後化現為第一世之噶千仁波切，為直貢噶舉派祖師吉天頌恭之心子「噶當巴秋丁巴」，或作「噶當巴卻丁巴」。目前噶千仁波切已轉世到第八世。
仁波切近年多居於美國亞歷桑那州奇諾谷一帶山區的「噶千佛法中心」（Garchen Buddhist Institute或Garchen Institute）。並於世界各地設立佛學會，包括美國維吉尼亞州費爾法克斯、俄亥俄州代頓、華盛頓州岸線市的「直貢西雅圖」中心，以及德國慕尼黑「直貢噶千中心」
、「台灣噶千佛學會」等。

## 外部連結
- 噶千仁波切美國及德國中心（页面存档备份，存于）
- 有關噶千仁波切的詳細簡介